# Silent Scream (film)
Pour les articles homonymes, voir Silent Scream.
Pour plus de détails, voir Fiche technique et Distribution.
Silent Scream est un film britannique réalisé par David Hayman et sorti en 1990.
Pour ce film, l'acteur Iain Glen a remporté l'Ours d'argent du meilleur acteur lors de la Berlinale 1990.

## Synopsis
Larry Winters est devenu connu pour les textes et les poèmes qu'il a écrits en prison. Il y purgeait une peine de perpétuité, ensuite aggravée de peines additionnelles, pour le meurtre en 1963 d'un barman du quartier de Soho, à Londres. 
Le film, en partie fictionnel, raconte sa vie derrière les barreaux.

## Fiche technique
- Titre : Silent Scream (film)
- Réalisation : David Hayman
- Scénario : Bill Beech et Jane Beech
- Musique : Callum McNair
- Photographie : Denis Crossan
- Montage : Justin Krish
- Production : Paddy Higson
- Société de production : BFI Production
- Pays de production :  Royaume-Uni
- Langue originale : anglais
- Genre : Biopic et drame
- Durée : 85 minutes
- Date de sortie : 
  - Royaume-Uni : 19 octobre 1990

## Distribution
- Iain Glen : Larry Winters
- Andrew Barr : Shuggie
- Kenneth Glenaan : Rab
- Steve Hotchkiss : Mo
- Paul Samson : Jimmy
- John Murtagh : Ken Murray
- Robert Carlyle : Big Woodsy
- Billy McElhaney : Aly
- Billy Riddoch : Lenny
- Finlay Welsh : Alan
- Angela Chadfield : Patricia

## Distinctions
- Berlinale 1990 : Ours d'argent du meilleur acteur pour Iain Glen